# 穆时英
穆时英（1912年3月14日—1940年6月28日），祖籍浙江省慈溪縣莊橋鎮，出生于上海，中国现代小说家，新感覺派（穆時英、劉吶鷗、施蟄存）的代表人物之一。笔名有伐扬、匿名子等。

## 生平
父亲穆景庭（1877年－1933年），浙江鄞县人。一直从商，经营过金融生意，曾在通易信托公司当过副经理，做过宁绍轮船公司、三北轮船公司的董事，鼎甡钱庄的大股东，后独自开办鸿兴金号，还做过房地产生意。他前半生没有受过挫折，1927年（穆时英16岁时）生意失败，家道变故。
母亲石翠凤（1895年－1940年），江苏常熟人，是当地出名的美人。管理家务，喜欢打牌、读小说。穆时英在《旧宅》描述“母亲是带着浓厚的浪漫谛克的气氛的，还有些神经质。她有着微妙敏锐的感觉，会听到人家听不到的声音，看到人家看不到的形影。她有着她自己的世界，没有第二个人能跑进去的世界，可是她的世界是由舒适的物质环境来维持着的。她也是个愉快的人。”
穆时英祖籍浙江省慈溪縣莊橋鎮，1912年3月14日出生于上海法租界萨坡赛路（今淡水路），此系穆时英妹妹穆丽娟（戴望舒的第一位妻子）的说法，过去一般认为穆时英出生于浙江慈溪县，当属误传。这也可以从穆时英在香港写的散文《无题》（载1938年11月25日《蜜蜂》创刊号）中得到证实。他在抒发自己对上海的怀念之情时，明确提到“几时才能回到这诞生了我的都市里去呢？”
穆家虽算不上高门大户，但曾相当富裕，家有不少房产。穆时英在《旧宅》中描写的那栋别墅就是他出生的地方，坐落在老上海的淡水路上。穆时英十几岁时，佣人传说家里闹鬼，看见床底下滚出人头，于是父母为避邪搬家到海宁路上一座三上三下的石库门房子，后又因风水不好，再搬到虹口区七浦路的石库门房子，一个弄堂只有两家，房子相当大。
穆时英中学时已表现出文学天赋；1929年17岁时考入光华大学（今华东师范大学）西洋文学系。西洋文学系的说法，据顾云天在穆时英遇害后写的文章《悼穆时英先生》，见《国民新闻》1940年7月6日。
穆時英從1929年開始從事文學創作，次年發表第一部小說《咱們的世界》。1933年前後，穆時英出版四部小說集:《南北極》、《公墓》、《白金的女體塑像》、《聖處女的感情》。抗戰爆發後，他曾到香港任《星島日報》編輯。1939年返滬，相繼在汪精卫政府主持的《國民新聞》任社长，并在《中华日报》主持文艺宣传工作。
1940年6月28日下午6点40分，穆时英下班乘人力车经过上海三马路福建路195号附近时，突遭狙击，右肩及右小腹各中一弹，因射中要害，失血过多，不治身亡。当时普遍认为是被上海潜伏的“锄奸”组织射杀。终年28岁。

## 平反
1972年康裔在香港《掌故》月刊第10期发表《邻笛山阳——悼念一位三十年代新感觉派作家穆时英先生》一文，自称是国民党中统特务人员，亲自安排穆时英到上海担任伪职。由于国民党军统势盛，已把枪杀穆时英作为成绩“邀了功”，中统特工组织“只有牺牲穆时英”，保持沉默。许多年后，作者才第一次为穆时英鸣冤叫屈。
1972年12月香港昭明出版社出版了司马长风的《中国新文学史》，作者采用了康裔的说法，标志着为穆时英汉奸罪名的平反得到社会的认同。为慎重起见，司马长风曾经多次与康裔通话会晤，详询有关人物和事件，宣称“所有疑虑之点均告澄清”。据说，嵇康裔先生系浙江湖州人，为陈立夫亲戚。当时安排穆时英回上海时，中统局长为朱家骅，负实际责任者为徐恩曾。战后，徐氏因过错被南京最高当局解职，批示“永不录用”。在中统负责人失势的情况下，穆时英的冤案遂难以翻案。（见《中国新文学史》下卷，第五编第二十五章注释。）

## 创作生涯
穆時英在現代文學史上被譽為「中國新感覺派聖手」，同時亦為中國現代「都市文學」的先驅者，海派文學的代表作家。他的作品大都描繪二三十年代上海都市文明昙花一现、畸形发展时的社會生活。但穆時英的早期作品表現的却是下層百姓的草莽生活，揭示了社會上貧富對立的不平等現象，如《黑旋風》、《南北極》、《咱们的世界》等，藝術表现手法悖反都市文学的高雅，充满了下层人民强悍、粗犷的生活语言，一度被誉为“普罗文学之白眉”。当穆时英在1930年2月15日《新文艺》第1卷第6号上发表他的第一篇小说《咱们的世界》时，当时的编辑施蛰存曾用“使我非常惊异”来描述这篇小说给他带来的震动，因而大力推举，不仅置于篇首，而且还向读者特别推荐，认为穆时英虽然是“一个生疏的名字”，但却是“一个能使一般徒然负着虚名的壳子的‘老大作家’羞愧的新作家”。施蛰存对穆时英的这番激赏也标志着穆时英正式登上文坛崭露头角。
随着穆时英陆续发表以底层民众生活为素材的小说，一下子引起了当时文坛的注意，“几乎被推为无产阶级优秀文学的作品”，“一时传诵，仿佛左翼作品中出了个尖子”，但实际上左翼文坛对穆时英的作品相当敏感，尽管肯定了穆时英从旧小说中探索出了属于民众的简洁、明快、有力的语言风格；熟悉了无产者大众独特的为一般知识分子所不熟悉的语汇，但仍一致认为穆时英的作品在思想上有着“非常浓厚的流氓无产阶级意识”。
1930年10月2日，穆时英的新作——中篇小说《被当作消遣品的男子》作为“一角丛书”之第5种出版，轰动一时。这篇以穆时英本人大学时的一段恋爱经历为原型的小说富有意识流风格，与之过去发表的底层题材小说风格迥异，因此遭到左翼文坛的猛烈批判。其中，瞿秋白在对穆时英的批判中暗示穆时英及其同伙“第三种人”是“红萝卜”，外面的皮是红的，里面的肉是白的，认为这群人“表面作你的朋友，实际是你的敌人，这种敌人自然更加危险”。这种来自左翼的批判声一直伴随着穆时英随后的创作生涯。
为穆时英取得“新感觉派圣手”称号的其风格成熟期小说摆脱了原先的取材和风格，转而描繪穆时英本人所熟悉的都市百態，追索兩性心理糾葛以及生活在畸形繁荣的上海大都市中各色人等的惶惑、疯狂、疲倦和虚无的微妙心理，同時亦伴随有一層傷感的气息。如《公墓》、《上海的狐步舞》、《夜總會裡的五個人》、《CRAVEN'A'》、《黑牡丹》、《PIERROT》等小说，藝術手法多樣，包括意識流、多層次、多角度的心理描寫，充滿了现代特色。內容多刻劃都市白领、舞女的生活，是上海二三十代大都會畸生百態的万花筒。穆时英对通感手法的纯属运用和充满个人风格的创造力使他的小说具有极强的画面感，其对文字、段落节奏的把握和新奇大胆的断句手法使他的小说与都市生活的脉搏紧密贴合。
穆时英后期亦涉猎电影工业。1935年穆时英加入了刘呐鸥、黄嘉谟与左翼电影界展开的“软性电影”与“硬性电影”之争。1935年8月11日至9月11日，穆时英在《晨报》上连载《电影艺术防御战——斥掮着“社会主义的现实主义”的招牌者!》，文章长达4万字，针对左翼电影理论系统地阐明了自己的观点及理论。1937年穆时英在香港《朝野公论》第2卷第4期到第6期上发表《MONTAGE论》，这篇长达18000字的电影理论文章计划论述电影艺术的基础、分解与再建、细部的强调、时间与空间的集中、画面、Camera的位置与角度、画面与画面之编织、节奏、音响与画面的对位法等8个有关电影蒙太奇艺术的重要问题，目前仅见前六部分，与穆时英小说创作关系最为密切的“节奏”问题未见刊出。但前几部分的论述已经反映了穆时英对电影艺术揣摩已久，深得三昧。他的小说创作充满了电影艺术的特征，是对电影艺术的模仿、自觉追求和实验。穆时英不仅通过小说，也通过理论表述，在电影艺术和小说艺术之间建立了一种沟通的桥梁。华南一家电影公司曾邀请穆时英拍一部“国防电影”，穆时英自编自导了一部描写东北抗日游击队英勇事迹的《十五义士》，后因影片公司发生变故，电影没有完成。但据说在当时的香港，一般人知道穆时英导演《十五义士》比知道他是《南北极》小说的作者还多。

## 婚姻
1934年6月23日，22岁的穆时英与舞女仇佩佩在上海北四川路新亚酒店举行婚礼。他们的结婚照刊登在1934年7月1日《小说》第3期。婚后住在北四川路虹口公寓。

## 作品

### 小说
- 《咱们的世界》
- 《黑旋风》（1929）
- 《公墓》，《現代》创刊首篇作品，标志穆时英成为现代派代表作家。
- 《南北极》
- 《公墓》
- 《白金的女体塑像》
- 《圣处女的感情》
- 《夜总会里的五个人》（1932）
- 《上海的狐步舞（一個斷片）》
- 《蓮花落》
- 《手指》（1930）
- 《CRAVEN "A"》（1932）
- 《某夫人》
- 《駱駝‧尼采主義者與女人》
- 《煙》
- 《黑牡丹》（1933）
- 《貧士日記》
- 《红色的女猎神》
- 《五月》
- 《旧宅》
- 《父亲》
- 《百日》
- 《本埠新闻栏编辑室里一扎废稿上的故事》
- 《街景》
- 《空闲少佐》
- 《PIERROT》
- 《墨绿衫的小姐》
- 《G NO.Ⅷ》
- 《第二恋》
- 《交流》
- 《偷麵包的麵包師》（1932）
- 《被當作消遣品的男子》
- 《斷了條胳膊的人》
- 《生活在海上的人們》（1931）
- 《油布》（1931）
- 《田舍風景》
- 《玲子》
- 《夜》

### 作品集
- 《南北极》（小说集）（1930）
- 《公墓》（小说集）（1932）
- 《白金的女體塑像》（小说集）（1934）